# Војна историја Јужне Африке у Другом светском рату
Током Другог светског рата, многи Јужноафриканци су служили војни рок. Јужноафричка Унија учествовала је са другим снагама Британске империје у биткама у Северној Африци против Ервина Ромела и његовог Афричког корпуса, а многи јужноафрички пилоти су се придружили Краљевском ваздухопловству и борили се против сила Осовине на Европском ратишту.

## Политички избори при избијању рата
Уочи Другог светског рата, Јужноафричка Унија се нашла у јединственој политичкој и војној дилеми. Иако је била блиско повезана са Уједињеним Краљевством, будући да је била равноправан доминион према Вестминстерском статуту из 1931. са шефом државе који је био британски краљ, јужноафрички премијер и шеф владе 1. септембра 1939. био је Џ. Б. М. Херцог – лидер про-афричке и анти-британске Националне партије. Национална партија се придружила влади јединства са пробританском Јужноафричком партијом Јана Сматса 1934. као Уједињена партија.
Након што су снаге Адолфа Хитлера напале Пољску 1. септембра 1939., Британија је два дана касније објавила рат Немачкој. Кратка, али жестока дебата одвијала се у Јужној Африци, посебно у Парламенту Јужне Африке. Она је супротставила оне који су настојали да уђу у рат на страни Британије, предвођене Сматсом, против оних који су желели да Јужна Африка остане неутрална, предвођена Херцогом. Пре рата, африканерски националистички покрети стилизовани по немачком нацизму као што су Сиве кошуље, Осевабрандваг и Нови поредак Освалда Пироуа, били су популарни у Јужној Африци.

## Објава рата Осовини
Дана 4. септембра 1939. посланички клуб Уједињене партије одбио је да прихвати Херцогов став о неутралности у Другом светском рату и поставили су Сматса на његово место. Пошто је постао премијер, Сматс је 6. септембра прогласио Јужну Африку званично у рату са Немачком и Осовином. Сматс је одмах кренуо са утврђивањем Јужне Африке против сваке могуће немачке морске инвазије због глобалног стратешког значаја Јужне Африке која контролише дуги морски пут око Рта добре наде.
Будући премијер Џон Ворстер и други чланови пронацистичког/антибританског Осевабрандваг-а снажно су се противили учешћу Јужне Африке у Другом светском рату и активно су спроводили саботажу против Сматсове владе. Сматс је предузео оштре мере против покрета Осевабрандваг и затворио његове вође, укључујући Ворстера, за време трајања рата.

## Фелдмаршал и премијер Сматс
Фелдмаршал Јан Сматс био је једини важан небритански генерал чији је савет стално тражио премијер Уједињеног Краљевства у време рата Винстон Черчил. Сматс је позван у Царски ратни кабинет 1939. године као најстарији Јужноафриканац који је подржавао улазак у рат. Дана 28. маја 1941. Сматс је постављен за фелдмаршала британске војске, поставши први Јужноафриканац који је имао тај чин. На крају, Сматс је платио високу политичку цену за своју блискост са британским естаблишментом, краљем Џорџом VI и Винстоном Черчилом, што га је учинило веома непопуларним међу Африканерима, што је довело до његовог коначног пада.

## Војна снага
Објавом рата у септембру 1939. године, јужноафричка војска је бројала само 5.353 регуларна војника, са додатних 14.631 људи из Активних грађанских снага (АЦФ) које су пружале обуку добровољцима у мирнодопским временима и које би у време рата чиниле главни тело војске. Предратни планови нису предвиђали да ће се војска борити изван Јужне Африке и била је обучена и опремљена само за ратне операције.
Један од проблема са којима се Јужна Африка стално суочавала током рата био је недостатак расположивих људи. Због своје расне политике, разматрано је само наоружавање мушкараца европског порекла што је ограничило расположиву групу мушкараца старости између 20 и 40 година на око 320.000. Поред тога, објава рата Немачкој имала је подршку само тесне већине у јужноафричком парламенту и била је далеко од опште популарности. Заиста, постојала је значајна мањина која се активно противила рату и под овим условима регрутација никада није била опција. Ширење војске и њено распоређивање у иностранству у потпуности је зависило од добровољаца.
С обзиром на ставове земље према црној раси у то време, регрутовање борбених трупа из много већег црног становништва једва да се разматрало. Уместо тога, у покушају да се што више белаца ослободе за борбено и техничко оружје, формиран је известан број трупа да обезбеде возаче и пионире, регрутованих из прихватљивије расне групе Обојени Кејпа и индијанске популације. Они су на крају спојени у Корпус Кејп. За пионирске и радне задатке формиран је и Завичајни војни корпус, који су чинили црнци. За неке од својих задатака појединци су били наоружани, углавном за самозаштиту и стражу, али им никада није било дозвољено да учествују у стварним борбама против Европљана.

## Војни доприноси и жртве у Другом светском рату
Одбрамбене снаге Јужне Африке дале су свој допринос у многим поприштима рата. Допринос Јужне Африке се углавном састојао од снабдевања трупама, ваздухопловцима и материјалима за Северноафричку кампању (Пустињски рат) и Италијанску кампању, као и савезничким бродовима који су пристајали у њеним кључним лукама које се налазе на граници Атлантског океана са Индијским океаном на југу Јужне Африке. За Краљевско ратно ваздухопловство летели су и бројни добровољци.
1. Јужноафричка војска и ваздухопловство одиграле су главну улогу у поразу фашистичких италијанских снага Бенита Мусолинија током Источноафричке кампање 1940–1941. Конвертовани Јункерс Ју 86 из 12. ескадриле, Јужноафричке ваздухопловне снаге, извели су прво стратешко бомбардовање у кампањи на концентрацију тенкова Краљевске италијанске армије у Мојалеу у 8 часова ујутро 11. јуна 1940., само неколико сати након италијанске објаве рата.[3]
2. Друга важна победа у којој су учествовали Јужноафриканци било је ослобађање Мадагаскара од контроле Вишијевских Француза. Британске трупе уз помоћ јужноафричких војника извеле су напад из Јужне Африке, искрцавајући се на стратешко острво 4. маја 1942.[4] како би спречили његово заузимање од стране Јапанског царства.
3. Јужноафричка 1. пешадијска дивизија учествовала је у неколико акција у Северној Африци 1941. и 1942. године, укључујући битку код Ел Аламејна, пре него што је повучена у Јужну Африку да би се поново конституисала као оклопна дивизија.
4. Јужноафричка 2. пешадијска дивизија такође је учествовала у низу акција у Северној Африци током 1942. године, али су 21. јуна 1942. две комплетне пешадијске бригаде дивизије као и већина пратећих јединица заробљене при паду Тобрука.
5. Јужноафричка 3. пешадијска дивизија никада није активно учествовала ни у једној бици, већ је уместо тога организовала и обучавала јужноафричке домаће снаге, обављала гарнизонске дужности и снабдевала замене за јужноафричку 1. пешадијску дивизију и Јужноафричку 2. пешадијску дивизију. Једна од саставних бригада ове дивизије – 7. моторизована бригада СА – је учествовала у инвазији на Мадагаскар 1942.
6. Јужноафричка 6. оклопна дивизија борила се у бројним акцијама у Италији 1944–1945.
7. Јужноафричко ваздухопловство (СААФ) дало је значајан допринос ваздушном рату у источној Африци, северној Африци, Сицилији, Италији, на Балкану, па чак и на далеком истоку кроз мисије бомбардовања румунских нафтних поља у Плоештију,[5] мисије снабдевања као подршка Варшавском устанку[6] и извиђачким мисијама Источног фронта уочи напредовања совјетске Црвене армије у области Лавов-Краков.[7]
8. Бројни јужноафрички авијатичари су такође добровољно служили у британском Краљевском ваздухопловству, од којих су неки били одликовани.
9. Јужна Африка је допринела ратним напорима против Јапана, снабдевајући људе и попуњавајући бродове у поморским ангажманима против Јапанске царске морнарице.[8]

Око 334.000 мушкараца добровољно се пријавило за пуно радно време у јужноафричкој војсци током рата (укључујући око 211.000 белих, 77.000 црних и 46.000 обојених и индијанских војника). Комисија за ратне гробове Комонвелта има евиденцију о 11.023 позната Јужноафриканца који су погинули током Другог светског рата.